# Civitanova del Sannio
Civitanova del Sannio er en italiensk by (og kommune) i regionen Molise i Italien, med omkring 879(2023) indbyggere.